# Kusokurki
Kusokurki (Sarothruridae) – rodzina ptaków z rzędu żurawiowych (Gruiformes).

## Zasięg występowania
Rodzina obejmuje gatunki występujące w Afryce Subsaharyjskiej, na Madagaskarze i Nowej Gwinei.

## Systematyka
Kusokurki były wcześniej zaliczane do rodziny chruścieli (Rallidae), jednak są bliżej spokrewnione z perkołyskami (Heliornithidae). Badania genetyczne wykazały konieczność włączenia do tej rodziny rodzajów Mentocrex oraz Rallicula umieszczanych dotychczas w rodzinie chruścieli. Do rodziny zalicza się następujące rodzaje:
- Mentocrex J.L. Peters, 1932
- Rallicula Schlegel, 1871
- Sarothrura F. Heine. Jr., 1890